# Remenoville
Remenoville és un municipi francès situat al departament de Meurthe i Mosel·la i a la regió del Gran Est. L'any 2007 tenia 141 habitants.

## Demografia

### Població
El 2007 la població de fet de Remenoville era de 141 persones. Hi havia 48 famílies, de les quals 7 eren unipersonals (7 dones vivint soles i 7 dones vivint soles), 19 parelles sense fills i 22 parelles amb fills.
La població ha evolucionat segons el següent gràfic:
Habitants censats

### Habitatges
El 2007 hi havia 56 habitatges, 50 eren l'habitatge principal de la família, 3 eren segones residències i 4 estaven desocupats. Tots els 56 habitatges eren cases. Dels 50 habitatges principals, 46 estaven ocupats pels seus propietaris, 3 estaven llogats i ocupats pels llogaters i 1 estava cedit a títol gratuït; 3 tenien tres cambres, 12 en tenien quatre i 35 en tenien cinc o més. 43 habitatges disposaven pel capbaix d'una plaça de pàrquing. A 19 habitatges hi havia un automòbil i a 28 n'hi havia dos o més.

### Piràmide de població
La piràmide de població per edats i sexe el 2009 era:
| Homes | Edats   | Dones |
| ----- | ------- | ----- |
| 0     | 95 o +  | 0     |
| 0     | 90 a 94 | 0     |
| 0     | 85 a 89 | 4     |
| 0     | 80 a 84 | 0     |
| 4     | 75 a 79 | 8     |
| 0     | 70 a 74 | 0     |
| 4     | 65 a 69 | 0     |
| 4     | 60 a 64 | 8     |
| 4     | 55 a 59 | 0     |
| 0     | 50 a 54 | 4     |
| 8     | 45 a 49 | 0     |
| 4     | 40 a 44 | 12    |
| 8     | 35 a 39 | 12    |
| 4     | 30 a 34 | 4     |
| 0     | 25 a 29 | 0     |
| 0     | 20 a 24 | 4     |
| 4     | 15 a 19 | 16    |
| 12    | 10 a 14 | 4     |
| 0     | 5 a 9   | 4     |
| 4     | 0 a 4   | 0     |

## Economia
El 2007 la població en edat de treballar era de 89 persones, 63 eren actives i 26 eren inactives. De les 63 persones actives 58 estaven ocupades (33 homes i 25 dones) i 5 estaven aturades (2 homes i 3 dones). De les 26 persones inactives 10 estaven jubilades, 9 estaven estudiant i 7 estaven classificades com a «altres inactius».
Activitats econòmiques
Dels 4 establiments que hi havia el 2007, 2 eren d'empreses de comerç i reparació d'automòbils, 1 d'una empresa d'hostatgeria i restauració i 1 d'una empresa immobiliària.
L'únic servei als particulars que hi havia el 2009 era un restaurant.
L'any 2000 a Remenoville hi havia 12 explotacions agrícoles.

## Equipaments sanitaris i escolars
El 2009 hi havia una escola elemental integrada dins d'un grup escolar amb les comunes properes formant una escola dispersa.

## Poblacions més properes
El següent diagrama mostra les poblacions més properes.